# Такома (станция метро)
Такома (англ. Takoma) — открытая наземная станция Вашингтонгского метро на Красной линии. Она представлена одной островной платформой. Станция обслуживается Washington Metropolitan Area Transit Authority. Расположена западнее границы Северо-Западного квадранта Вашингтона с штатом Мэриленд у пересечения Сидэ-стрит и Блэир-роад. Станция обслуживает район Вашингтона Такома и город штата Мэриленд Такома-Парк.
Пассажиропоток — 2.037 млн. (на 2010 год).
Поблизости к станции расположены Епископальная церковь Троицы, Учебный центр Такомы, библиотека Такома-Парк.
Станция была открыта 6 февраля 1978 года.
Такома является одной из первых станций, открытая спустя менее двух лет после введения в строй 1-й очереди Вашингтонского метрополитена  27 марта 1976 года. Открытие станции было совмещено с открытием ещё двух станций: Форт-Тоттен и Сильвер-Спринг.